# حمدي الحسيني
حمدي الحسيني (1889-1988) هو صحفي فلسطيني ولد في مدينة غزة، تلقى تعليماً جيداً داخل غزة وخارجها وأتقن عشر لغات مختلفة وهي: الإنجليزية والتركية واللاتينية والفرنسية والألمانية والأوردو والإسبانية والإيطالية واليونانية والفارسية والعبرية،شارك في الثورة العربية ضد الحكم العثماني وتم نفيه إلى قونية عام 1914، وهرب إلى بلاد الشام والتقى الأمير فيصل بن الحسين لكنه فضل العودة إلى فلسطين، عمل كمدرس في الكلية الإسلامية بالقدس وحرض طلابه على الثورة كما عمل على نشر مقالات له في عدة صحف وألقى محاضرات في جمعيات غزة ويافا، نظم مظاهرات ضد الاحتلال البريطاني واتصل بالحزب الشيوعي لتصعيد النضال. تولى رئاسة تحرير صحيفة "صوت الحق" وتعرض للضغوط البريطانية، كما تعرض للاعتقال والمراقبة من قبل السلطات البريطانية بسبب نشاطه السياسي ومقالاته التي اعتبرت تحريضية، وقد رفض التعاون مع الفاشيين وأظهر التزامه بمبادئ الاستقلال القومي والوحدة العربية، حيث أبدى رغبته في أداء فريضة الحج كرد على الاتهامات الموجهة له بالإلحاد والشيوعية. عمل في مجال الصحافة والسياسة وكان له دور بارز في الحياة العامة والنضال الوطني، وقد تم إعادة اعتقاله والإفراج عنه إلا أنه استمر بالكتابة والعمل السياسي، عمل في جامعة الدول العربية وعاد إلى غزة وواصل نشاطه حتى وفاته.

## أبرز مؤلفاته
كان لديه العديد من المؤلفات منها:
- الجغرافيا الفلكلورية في الأمثال الشعبية الفلسطينية.
- كتاب غزة القطاع.
- كتاب التراث الشعبي عن الإبل.
- كتاب ملامح الشخصية الفلسطينية.
- كتاب المنطار ذاتية المكان وحضارة السكان.
- كتاب حياة القديس بسفوريوس.